# Charles Brackett
Charles Brackett (* 26. November 1892 in Saratoga Springs, New York; † 9. März 1969 in Los Angeles, Kalifornien) war ein US-amerikanischer Drehbuchautor.

## Leben
Brackett begann seine schriftstellerische Tätigkeit zunächst als Theaterkritiker. Für die Zeitschrift The New Yorker löste er 1925 Herman Mankiewicz als Theaterkritiker ab, der genau wie er 1929 nach Hollywood als Drehbuchautor ging. Brackett feierte seine größten Erfolge als Co-Autor von Billy Wilder, mit dem er seit den 1930er Jahren bei 13 Filmen zusammenarbeitete.
Charles Brackett wurde insgesamt achtmal für einen Oscar nominiert und erhielt die Trophäe dreimal. Zum ersten Mal 1946 für Das verlorene Wochenende, dann 1951 für Boulevard der Dämmerung sowie 1954 für Der Untergang der Titanic. Außerdem erhielt er 1958 den Ehrenoscar.

## Filmografie (Auswahl)
- 1934: Madame befiehlt! (Enter Madame) – Regie: Elliott Nugent
- 1936: Die Dschungel-Prinzessin (The Jungle Princess)
- 1938: Blaubarts achte Frau (Bluebeard’s Eighth Wife) – Regie: Ernst Lubitsch
- 1938: That Certain Age – Regie: Edward Ludwig
- 1939: Enthüllung um Mitternacht (Midnight) – Regie: Mitchell Leisen
- 1939: Ninotschka (Ninotchka) – Regie: Ernst Lubitsch
- 1940: Arise, My Love – Regie: Mitchell Leisen
- 1941: Das goldene Tor (Hold Back the Dawn) – Regie: Mitchell Leisen
- 1941: Die merkwürdige Zähmung der Gangsterbraut Sugarpuss (Ball of Fire) – Regie: Howard Hawks
- 1942: Der Major und das Mädchen (The Major and the Minor) – Regie: Billy Wilder
- 1943: Fünf Gräber bis Kairo (Five Graves to Cairo) – Regie: Billy Wilder
- 1944: Der unheimliche Gast (The Uninvited) (als Produzent) – Regie: Lewis Allen
- 1945: Das verlorene Wochenende (The Lost Weekend)
- 1946: Mutterherz (To Each His Own)
- 1947: Jede Frau braucht einen Engel (The Bishop’s Wife)
- 1948: Ich küsse Ihre Hand, Madame (The Emperor Waltz)
- 1948: Eine auswärtige Affäre (A Foreign Affair)
- 1950: Boulevard der Dämmerung (Sunset Blvd.) – Regie: Billy Wilder
- 1950: Auf des Schicksals Schneide (Edge of Doom) – Regie: Mark Robson
- 1951: SOS – Zwei Schwiegermütter (The Mating Season)
- 1951: The Model and the Marriage Broker
- 1953: Niagara – Regie: Henry Hathaway
- 1953: Der Untergang der Titanic (Titanic; Drehbuch, Produktion)
- 1954: Der Garten des Bösen (Garden of Evil)
- 1955: Die jungfräuliche Königin (The Virgin Queen)
- 1956: Moderne Jugend (Teenage Rebel)
- 1956: Zwischen Himmel und Hölle (D-Day the Sixth of June)
- 1959: Die Reise zum Mittelpunkt der Erde (Journey to the Center of the Earth)
- 1960: Der Spätzünder (High Time, Produktion)
- 1962: Texas-Show (State Fair, Produktion)